# Porúbka (Bardejov)
Porúbka é um município da Eslováquia, situado no distrito de Bardejov, na região de Prešov. Tem 2,96 km² de área e sua população em 2018 foi estimada em 226 habitantes.

## Demografia
| Ano:        | 1994 | 2004   | 2014   | 2024   |
| ----------- | ---- | ------ | ------ | ------ |
| Broj ljudi: | 244  | 238    | 218    | 213    |
| Razlika:    |      | -2,45% | -8,40% | -2,29% |

| Ano:               | 2023 | 2024   |
| ------------------ | ---- | ------ |
| Número de pessoas: | 219  | 213    |
| Diferença:         |      | -2,73% |